# Симона (фильм)
«Симона» (англ. S1m0ne) — научно-фантастический фильм 2002 года.

## Сюжет
Для режиссёра Виктора Тарански (Аль Пачино) наступают тяжёлые времена. Взбалмошная актриса Никола (Вайнона Райдер) отказывается доигрывать роль в его новом фильме, ради которого он заложил всё своё имущество. Закончить фильм не представляется возможным, так как адвокаты Николы подадут в суд, если увидят хоть один фрагмент с её участием. Директор киностудии (и бывшая жена Тарански) Илейн разрывает с ним контракт, ссылаясь на неуступчивость и принципиальность режиссёра, из-за которых кинозвёзды отказываются с ним работать, а последние картины провалились и не имели коммерческого успеха. Потерявший надежду Виктор встречает гениального, неизлечимо больного программиста Хэнка Алино, который завещает ему дело последних лет своей жизни — компьютерную программу, являющуюся первым совершенным виртуальным симулятором («S1mulation 0ne»). С помощью программы Тарански создает виртуальную актрису Симону (S1m0ne) и, практически не надеясь на успех, заканчивает и выпускает свой фильм с её участием.
Появление Симоны вызывает ажиотаж. Всех поражают актёрские данные девушки — программные средства позволили Виктору объединить в ней талант и внешность практически всех выдающихся актрис. Публику интригует феноменальная скрытность Симоны — она не появляется ни на одной презентации или светском рауте, редко даёт интервью, общаться с журналистами предпочитает через телемост или интернет. Виктор изо всех сил убеждает публику в реальном существовании актрисы, используя при этом как технические средства (смонтированные прямые включения, голограммы, фотомонтаж), так и подставных лиц. Апофеозом мистификации становится концерт Симоны на стотысячном стадионе в Лос-Анджелесе, после которого даже преследовавшие Виктора журналисты убеждаются в реальности актрисы.
Карьера Симоны в зените — она получает Оскар как лучшая актриса. Именно на церемонии Виктор понимает, что он сам практически растворился в виртуальном образе. Кроме того, существование Симоны угрожает личному счастью Виктора — втайне он надеется, что бывшая жена к нему вернется. Однако Илейн уверена, что между Виктором и Симоной роман, и не хочет им мешать. Поняв это, Виктор решает разрушить созданный им образ. Но срежиссированные им скандальные выходки Симоны и съёмки в артхаусных фильмах только поднимают ей популярность. Тарански посещает могилу Хэнка и делится с покойным программистом своими страхами, где его внезапно озаряет гениально простая идея о возможности логичного окончания творческого и жизненного пути своего творения.
Виктор имитирует трагическую гибель Симоны, уничтожив с жёсткого диска все связанные с нею данные, и топит все цифровые носители в океане. Однако он попадает в тюрьму по обвинению в убийстве всенародной любимицы, где ему предъявляют реальные улики. Все попытки Виктора убедить полицию в том, что Симоны никогда не существовало, оборачиваются крахом. Ему верит только его не по возрасту развитая дочь Лейни. Проникнув в компьютер отца, она восстанавливает стёртые данные и «воскрешает» Симону. Жена и дочь убеждают Виктора в том, что не стоит пытаться навязать публике правду — она может этого не пережить. Историю с гибелью обыгрывают как удачный пиар-ход. У Симоны и Виктора «рождается» такой же виртуальный ребёнок. Публика ждёт продолжения.

## В ролях
- Аль Пачино — Виктор Тарански
- Кэтрин Кинер — Илейн Кристиан
- Эван Рэйчел Вуд — Лейни Кристиан
- Рэйчел Робертс — Симона
- Вайнона Райдер — Никола Андерс
- Джей Мор — Хэл Синклер
- Пруитт Тейлор Винс — Макс Сэйер
- Джейсон Шварцман — Милтон
- Элиас Котеас — Хэнк Алино (в титрах не обозначен)
- Ребекка Роме́йн — Фэйт (в титрах не обозначена)